# Propsilocerus saetheri
Propsilocerus saetheri är en tvåvingeart som beskrevs av Wang, Liu och Paasivirta 2007. Propsilocerus saetheri ingår i släktet Propsilocerus och familjen fjädermyggor.
Artens utbredningsområde är Finland. Arten har ej påträffats i Sverige. Inga underarter finns listade i Catalogue of Life.